# サポート校
サポート校（サポートこう）とは、高等学校通信教育を受けている生徒や高校に行かずに高等学校卒業程度認定試験合格を目指す個人に対して、学習に対する支援などを行う教育施設。

## 概要
サポート校という呼称は通称であり、法的な根拠・区分・権限などがない学習塾であることもあるが、令和3年文部科学省令第14号による学校教育法施行規則等の改正に伴い通信教育連携協力施設という位置付けが規定されたことから、同規則第4条第2項第2号に基づき、通信制の課程を置く高等学校の学則に記載して所轄庁（都道府県知事等）の認可（学校教育法第4条第1項）を受けた施設もある。なお、日本国外において日本人学校が存在しない、または日本人学校に通わない子供の多い地域で放課後や週末に日本語での教育を行う補習授業校とも異なるので注意が必要である。
サポート校は「高等学校」または「中等教育学校の後期課程」の「通信制の課程」などに在籍する人や高等学校卒業程度認定試験合格を目指す人を対象とし、普通教科の学習支援や通信課程の教科補習を提供する場である。

## サポート校の教員と面接指導の関係
サポート校には、教育職員免許法が適用されない ため、教員は教員免許状を所持している必要はない。もっとも、所持自体を妨げるものではなく、サポート校において普通教員免許状を所持して一条校の非常勤講師の任用資格を持つ教員も少なくなく、特別免許状・臨時免許状の交付を受けているサポート校教員も一部にいる。
なお、通信制課程における教育課程の面接指導は、教員免許状を所持する（本校とされる対象の「通信制の課程」を置いている高等学校または中等教育学校の）教員が行わねばならぬことになっている ため、本校の教諭もしくは当該科目の教員免許を持つ非常勤講師の授業を必ず受けることとなっている。
しかし、一部の広域通信制高等学校では、添削指導や面接指導、試験などを提携する民間教育施設（いわゆるサポート校）に委託し、学校と雇用関係がなく、かつ教科の教員免許を有していない職員がこれらを実施していた例があった。三重県のウィッツ青山学園高校では、全国40か所以上に設置されたサポート校において教育活動が行われており、本校がその内容を正確に把握していなかったこと、さらに教員免許の失効者が授業を実施していた事例も確認された
文部科学省は、ウィッツ青山学園高校の事例などを受けて、2016年度から「集中改革プログラム」において広域通信制高校への監視を強化する方針を打ち出した。。

## サポート校の設備と教育
専修学校や各種学校でない、かつ、通信教育連携協力施設として認可を受けていないサポート校の場合、学校教育法が適用されないため、設置の最低基準についての法的な定めがない。ビルを間借りして開設しているだけのサポート校も少なくない。このような場合、体育など実技や実験を伴う授業を行うことは困難で、体育館などの公共施設を借りたり、本校での集中スクーリングの機会に実技や実験を行うことが多い。
専修学校や各種学校でないサポート校の場合、開校や廃校のための許認可などを必要としないため、生徒を集めたら、後で倒産や廃業をしたという事例なども指摘されている。
一部の私立高等学校の通信制の課程に通っている生徒については、保護者の「高校卒業資格を取らせたい」という希望から、相当の支出を伴ってサポート校に通い、結果として単位を金銭で買っているような実態や、ウィッツ青山学園高等学校で発覚したような、サポート校を抱える高校の教育の適切さへの疑義に関する指摘がされている。